# 周瑞 (嘉靖進士)
周瑞（1499年—？），字循典，號東峰，福建省興化府莆田縣人，軍籍。

## 生平
九月初八日生，行一，治《詩經》，由縣學附學生中式辛卯科福建鄉試第八十三名舉人，年三十四歲中式嘉靖十一年（1532年）壬辰科會試第一百九十三名，第三甲第五十八名進士。刑部觀政，授安福知县，改府學教授，陞南京國子監博士、南京大理寺評事。

## 家族
曾祖周賛；祖周轂；父周僎；母翁氏；繼母吳氏。重慶下，妻丘氏。從兄周宣（左布政使）；與；祚；經；然；慶；寧（貢士），弟顯；珙；璧。